# Neo-hethitische Staaten
Neo-hethitische oder syro-hethitische Staaten sind eine Gruppe von Kleinstaaten, die zwischen 1200 und 700 v. Chr. im südöstlichen Kleinasien und nordwestlichen Syrien existierten. Zeitlich sind sie durch das Ende des hethitischen Großreiches und das des Neuassyrischen Reichs eingegrenzt. Sie zeichnen sich durch Mehrsprachigkeit aus (luwisch, phönizisch, aramäisch), die sich in mehrsprachigen (bilinguischen) Inschriften ausdrückt. Diese Inschriften sind entweder in luwischen Hieroglyphen (siehe Liste der hethitischen Felsreliefs und Felsinschriften in der Türkei) oder früher Alphabetschrift abgefasst. Typisch ist die Boustrophedon-Schreibweise, bei der die Schreibrichtung von Zeile zu Zeile wechselt. Als Substratsprache ist Hurritisch noch erkennbar, das aber nicht mehr gesprochen wird. Kulturell knüpfen sie an das hethitische Großreich an.

## Liste der neo-hethitischen Staaten

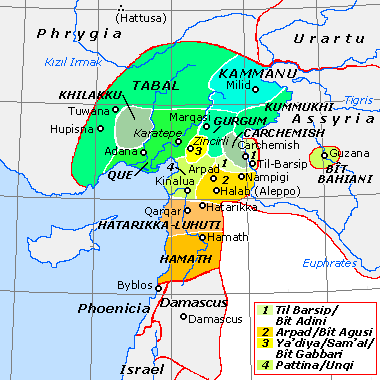
Karte der neo-hethitischen Staaten

Sie lassen sich in zwei Gruppen gliedern. Eine stärker luwisch geprägte Nordgruppe in Anatolien und im nördlichen Syrien:
- Tabal (in der Antike Kappadokien), mit mehreren Stadtfürstentümern wie Tuwana, Ḫubišna oder Naḫida.
- Que oder Hiyawa in Kilikien mit den Städten Tarsus (Tarza), Adana und Karatepe (Azzatiwadaya).
- Ḫilakku im Taurusgebirge
- Gurgum
- Melid (in der Antike Melitene)
- Kummuḫ (in der Antike Kommagene)
- Karkamis, das die Tradition des hethitischen Großkönigtums fortführt.

Und eine stärker aramäisch geprägte Südgruppe in Syrien:
- Bit Gabbari mit der Hauptstadt Samʼal oder Ja’udi
- Bit Adini oder Masuwara mit der Hauptstadt Til Barsip
- Bit Baḫiani mit der Hauptstadt Guzana
- Unqi oder Pattina und Walastina, ein Nachfolgestaat von Alalaḫ
- Ain Dara
- Bit Agusi mit den Städten Arpad und Aleppo
- Ḫatarikka-Luḫuti zeitweise zu Aleppo gehörend, Nachfolgeland von Nuḫašše
- Hamath

## Bilinguen
- Inschrift von Çineköy
- Inschrift von Karatepe